# Hildegard Nissen
Hildegard Hansen "Hilde" Nissen (født 6. maj 1921, Frankfurt am Main, Preussen, død 4. november 2015 på Tingbjerghjemmet i Brønshøj) var en dansk atlet og medlem af AC 40 i Haderslev (indtil 1945) og Københavns IF (fra 1946). Hun var sprinter.

## Atletikkarriere
Hilde Nissen blev af en veninde foreslået at prøve at løbe i Haderslev, hvor hun voksede op, og det viste sig, at hun havde talent for dette. Hun deltog første gang ved DM i 1944, hvor hun vandt sølv i 200 m løb. Nissen deltog i ved EM 1946 i Oslo på 100 og 200 meter, hvor hun trods danske rekorder i de indledende heat med 12,5 og 26,6 sekunder blev slået ud.
Nissen deltog i ved OL 1948 i London. Hun deltog på det danske stafethold på 4 x 100 meter, som desuden bestod af Grethe Lovsø Nielsen, Bente Bergendorff og Birthe Nielsen. Holdet kvalificerede sig problemfrit til finalen som toer i sit heat. I finalen førte danskerne til tredje skift, men måtte til slut tage til takke med en placering som nummer fem i tiden 48,2 – en tiendedel sekund langsommere end i indledende heat.
Nissen vandt tre danske mesterskaber i sprint individuelt og fire i stafet. Hun satte to danske rekorder individuelt og fem på 4 x 100 meter. Endvidere blev hun jysk mester på 60 meter med 8,1 og på 200 meter i 27,6.

## Civil karriere
Nissen var idrætslærer og tysklærer på Vordingborg Gymnasium og gik på pension som 70-årig først i 1990’erne og boede det meste af sit liv i  Vordingborg.
Hildegard Nissen var ved sin død den ældste danske OL-deltager.

## Danske mesterskaber
- Bronze 1949 100 meter 13.5
- Sølv 1949 200 meter 27.4
- Guld 1949 4 x 100 meter 51,6
- Bronze 1948 100 meter 12.8
- Sølv 1948 200 meter 26.8
- Sølv 1948 4 x 100 meter 51,6
- Bronze 1947 100 meter 12.9
- Sølv 1947 200 meter 28.0
- Guld 1947 4 x 100 meter 51,9
- Guld 1946 100 meter 12.7
- Guld 1946 200 meter 26.6
- Guld 1946 4 x 100 meter 51,2
- Guld 1945 200 meter 26.5
- Guld 1945 4 x 100 meter 53,2
- Sølv 1944 200 meter 27,4

## Personlige rekorder
- 100 meter: 12,3 (1948)
- 200 meter: 26,0 (1948)